# Fusion somatique

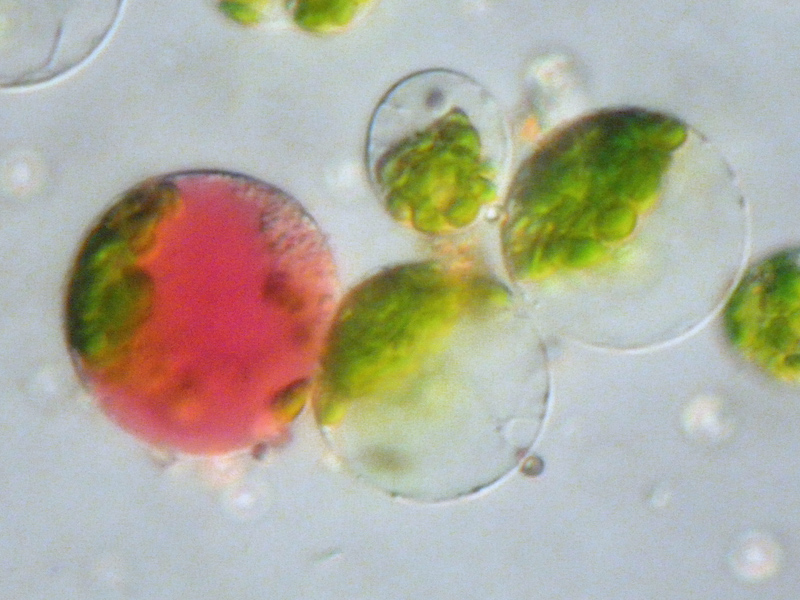
Protoplastes fusionnés (à gauche) avec des chloroplastes (d'une cellule foliaire) et une vacuole colorée (d'un pétale).

La fusion somatique, ou fusion de protoplastes, est une forme de modification génétique qui permet, chez les plantes, de fusionner deux espèces différentes pour former un nouvel hybride, ou hybride somatique, héritant des propriétés génétiques des deux espèces d'origine. 
Ce type d'hybride peut être créé soit à partir de deux variétés de la même espèce (par exemple entre une variété de pomme de terre sans fleurs et une autre qui fleurit) ou bien entre deux espèces différentes, appartenant même à deux genres différents (par exemple entre le blé, genre Triticum, et le seigle, genre Secale, pour produire le triticale).
Le recours à la fusion somatique a permis de produire des plants de pomme de terre résistant à la maladie de l'enroulement. 
Par cette technique, une espèce de plante cultivée, la pomme de terre (Solanum tuberosum), dont la productivité est fortement affectée par cette maladie virale qui a pour vecteurs des pucerons, est fusionnée avec une espèce de Solanée sauvage non tubéreuse, Solanum brevidens, qui est, elle, résistante à la maladie. L'hybride résultant de cette manipulation possède les chromosomes des deux plantes et a donc le caractère d'une espèce polyploïde.